# Набережний (Біжбуляцький район)
На́бережний (рос. Набережный, башк. Набережный) — присілок у складі Біжбуляцького району Башкортостану, Росія. Входить до складу Дьомської сільської ради.
Населення — 334 особи (2010; 375 в 2002).
Національний склад:
- башкири — 66 %